# 東芝ブレイブルーパス東京

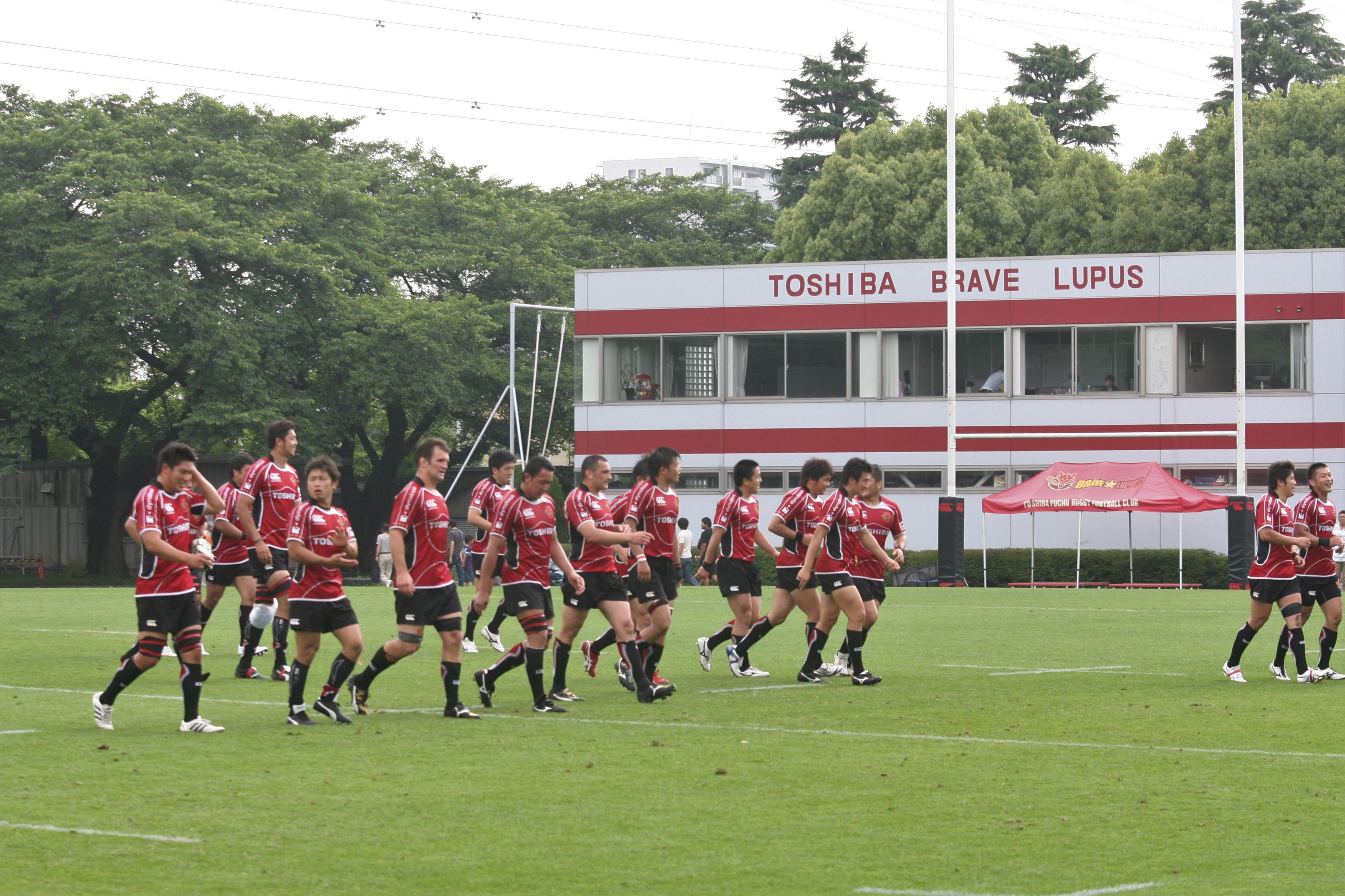
練習グラウンドとクラブハウス棟（東芝府中事業所内）

東芝ブレイブルーパス東京（とうしばブレイブルーパスとうきょう、英: TOSHIBA Brave Lupus Tokyo）は、ジャパンラグビーリーグワンに参入しているラグビーユニオンチーム。略称は「BL東京」、練習グラウンドは東芝府中グラウンド。

## 概要
以前は「東芝府中」の名称で知られていた。現在の運営は、東芝ブレイブルーパス東京株式会社。練習場は東京都府中市の東芝府中事業所敷地内グラウンド。
埼玉WK（旧・東京三洋→三洋電機→パナソニック）、BR東京（旧・リコー）などと共に、トップリーグ開幕以前から活躍している関東の名門チーム。チームカラーは赤で、セカンドジャージは青を基調としている。
トップリーグ優勝回数は5回で、サントリー（現：東京SG）、パナソニック（現：埼玉）と並び最多。

## アカデミー
「東芝ブレイブルーパス東京ファミリー」として、以下のクラブがある。練習施設を共有するなどしている。
- ルーパス塾 - 小学生、中学生対象[4]。東芝ブレイブルーパス東京の選手などがコーチする。
- ブレイブルーパス府中ジュニアラグビークラブ - 男子のジュニア。元「府中ラグビースクール」。別団体[5]。
- BRAVE LOUVE（ブレイブルーヴ） - 女子のシニア、ユース、ジュニアの組織。別団体[6]。

## K9
試合出場登録にならなかった選手たちは、誇りを持って「K9（ケイ・ナイン）」と名乗り、練習時には仮想敵チーム役などを担当する。犬歯（canine tooth＝ケイナイン・トゥース）が語源。

## 歴史

### チーム名の歴史
1948年、東芝府中工場のラグビー部（呼称は東芝府中）として創部。
2003年のトップリーグ開幕と同時に東芝府中ブレイブルーパス、2006年からは東芝ブレイブルーパスとなる。「ルーパス (lupus)」とは、ラテン語で狼座。狼のように組織的な群れをなし、相手が戦意喪失するような緻密かつ野性味あふれる追い込みと、勇猛果敢な（brave=ブレイブ）プレーを身上とする意味を込めて付けられた。
2022年開幕のジャパンラグビーリーグワンからは東芝ブレイブルーパス東京の名称で活動している。

### 活動の歴史
1960年に発足した関東社会人リーグの1部リーグに初年度から参加。1962年から1968年までの7シーズンは2部で過ごしたが、その後は1部に定着している。1988年に発足した東日本社会人リーグ、2003年に発足したトップリーグにも、ともに初年度から参加している。
全国社会人大会には1976年度に初出場。以降、最後の大会となる2002年度までの間に、歴代10位となる26回出場した。優勝3回（歴代6位タイ）、準優勝5回（歴代4位）、通算85試合（歴代6位）、通算60勝（歴代5位タイ）という記録を残している。
1983年に関東社会人リーグで初優勝を飾った。同年度の全国社会人大会では初めて決勝進出を果たすが、当時5連覇中の新日鉄釜石に敗れた。1987年度の全国社会人大会で初優勝を果たしたが、日本選手権で学生王者の早稲田大学に敗れた。
1990年代に薫田真広、梶原宏之、村田亙、松田努などの日本代表選手が所属し戦力が充実、当時連覇を続けていた神戸製鋼と接戦を演じ、1992年度と1994年度の全国社会人大会では準優勝の成績を残した。1994年に就任した向井昭吾監督のもと「PからGO」を合言葉に1996年度と1997年度の全国社会人大会を連覇、1996年度からは日本選手権3連覇を達成した。
2003年度に開幕したジャパンラグビートップリーグでは、薫田真広監督・冨岡鉄平主将のもと、2004年度から2006年度まで3連覇を達成。2005年度はマイクロソフトカップ、日本選手権でも優勝し三冠を達成した。2009年度までに5回のリーグ優勝を数え、カップ戦（2004年度、2005年度）や日本選手権（2005年度、2006年度）でも連覇を達成するなど、トップリーグの草創期に君臨した。2006年度に始まったプレーオフトーナメントには、2015年度まで10シーズン連続で出場した。
2019年シーズンから、元オールブラックスでキャプテンを務めたトッド・ブラックアダーがヘッドコーチに就任。
2021年8月2日、東芝から経営分離を行い、東芝ブレイブルーパス東京株式会社を創設した。同年、サントリーサンゴリアスと共に府中市・調布市・三鷹市との連携協定締結。
2021年7月16日、新リーグジャパンラグビーリーグワンの1部リーグに振り分けされることになった。
2022年、リーグワン初年度はリーグ戦中盤の第8節以後は8勝1敗となり、2015年度以来のリーグ戦上位4強によるプレーオフ進出を決めた。
2023-24シーズンではリーグ戦2位となり、2年ぶりのプレーオフ進出。決勝戦で、埼玉パナソニックワイルドナイツを24-20で破り、リーグワン初優勝。トップリーグ時代の最後の優勝（2009-10シーズン）から、14シーズンぶりに日本一になった。
2024-25シーズン最終第18節の2025年5月10日、単独トップの15勝となり、自力で「レギュラーシーズン1位」を獲得。レギュラーシーズン1位はトップリーグ2010-2011以来、14年ぶり。連覇の懸かったプレイオフトーナメントでは決勝に進出すると同じく2度目のリーグワン優勝を目指すS東京ベイを接戦の末下しリーグワン史上初の連覇を達成した。

## タイトル

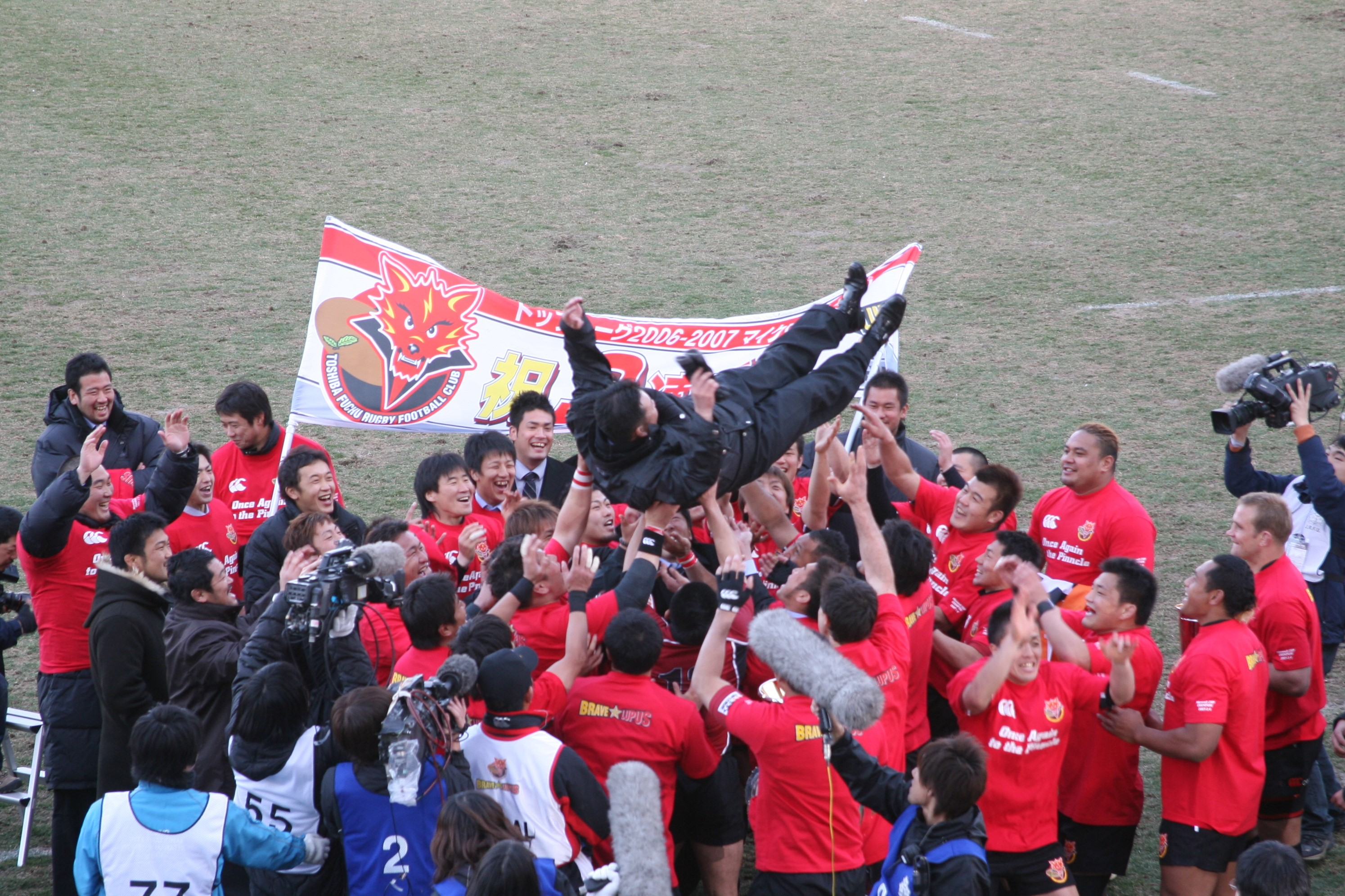
トップリーグ三連覇を達成し胴上げされる薫田監督 2007年2月4日 秩父宮ラグビー場

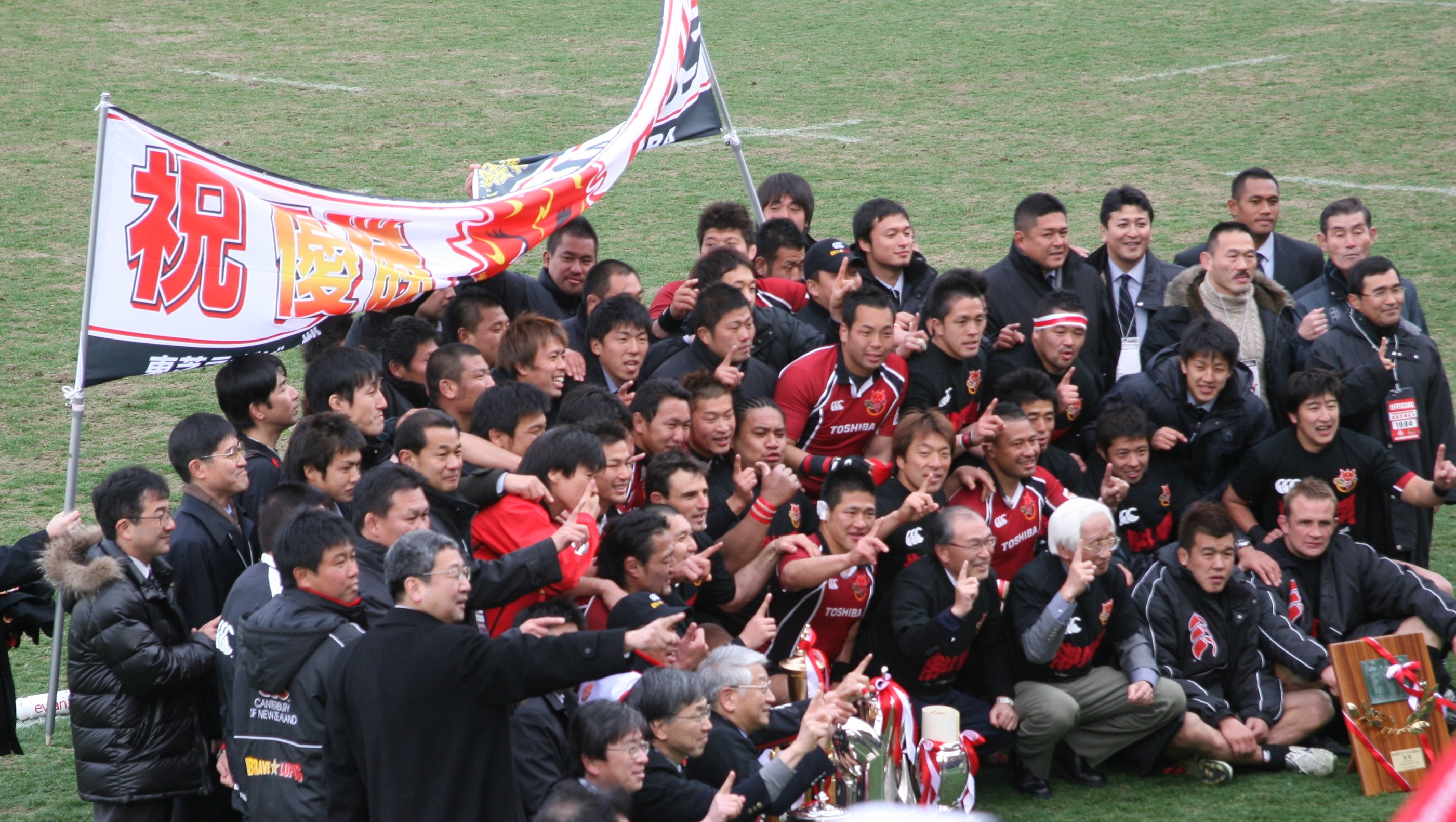
第44回日本選手権優勝 表彰式後の記念撮影 2007年2月25日 秩父宮ラグビー場

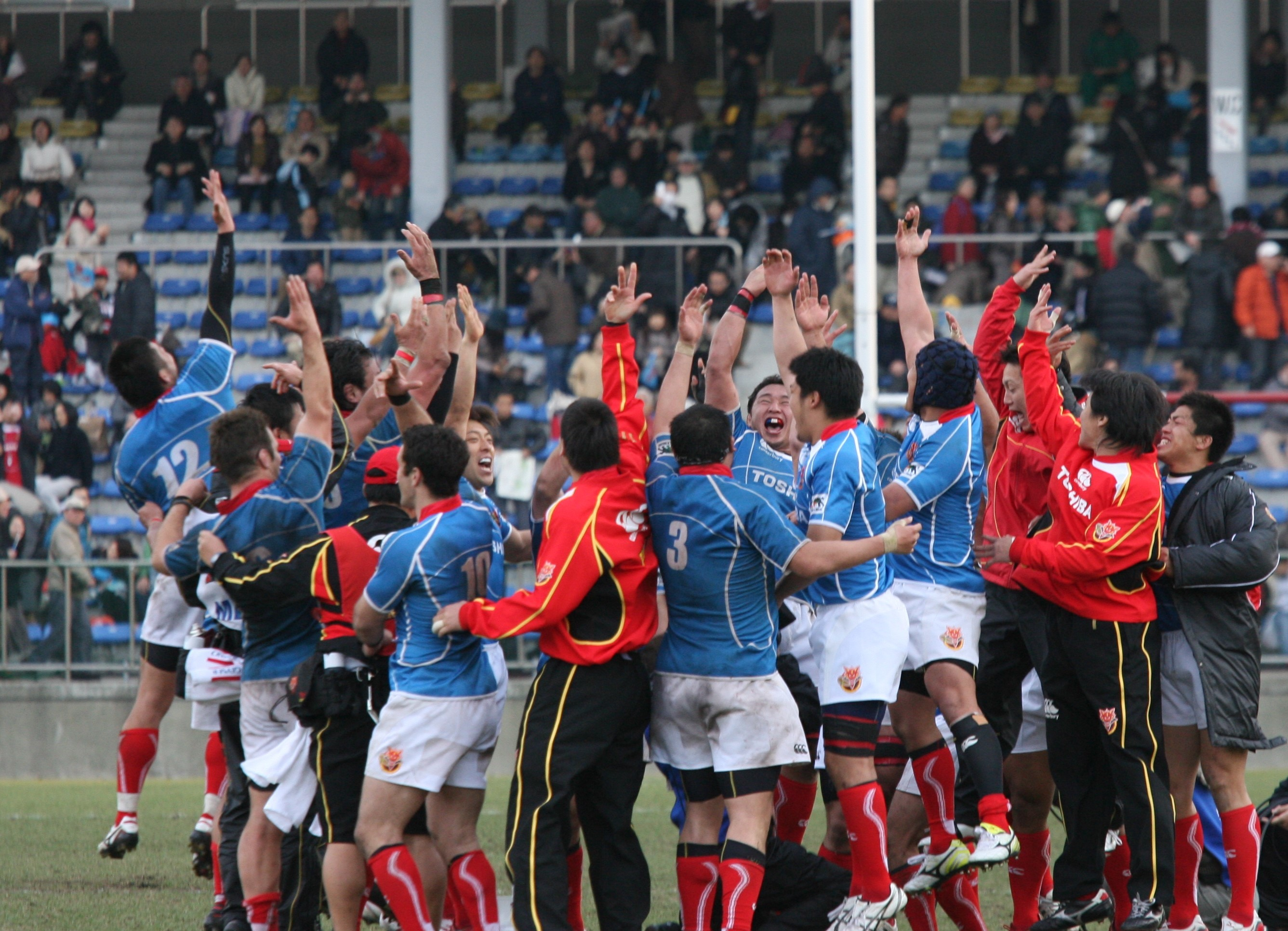
トップリーグ5度目の優勝決定後、ピッチ上で喜ぶフィフティーン 2010年1月31日 秩父宮ラグビー場

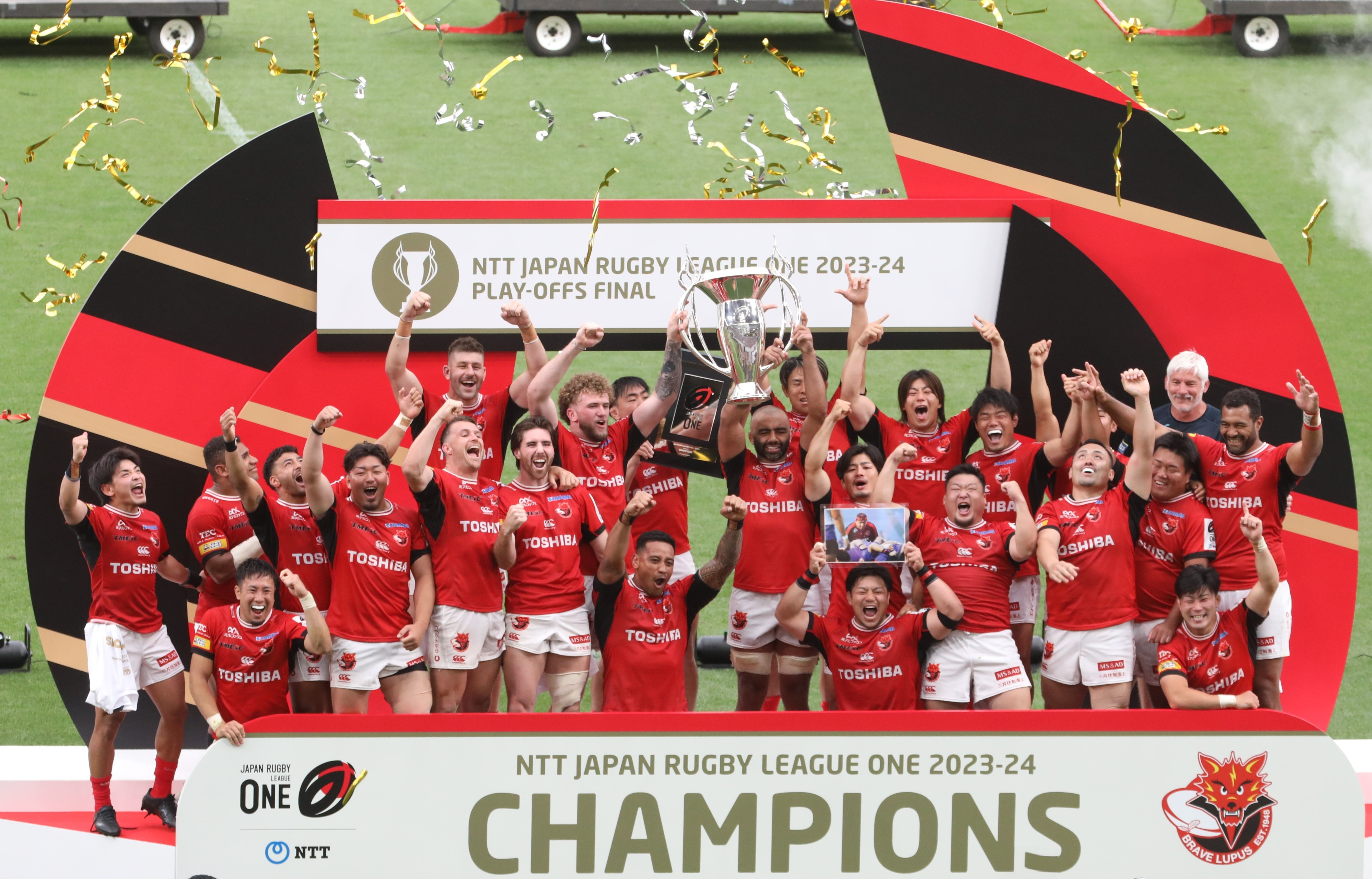
リーグワンでの初優勝を達成し表彰式で喜ぶ試合メンバーとブラックアダーHC 2024年5月26日 国立競技場

### 最上位リーグ
- ジャパンラグビーリーグワン　優勝：2回（2023-24,2024-25）
- トップリーグ　優勝：5回（2004, 2005, 2006, 2008, 2009[注 4]）※歴代最多タイ
- 関東社会人リーグ／東日本社会人リーグ[注 5]　優勝：6回（1983, 1993, 1994[注 6], 1996, 1997[注 7], 1999）

### 全国大会
- 日本選手権　優勝：6回（1996, 1997, 1998, 2003, 2005[注 8], 2006）
- 全国社会人大会　優勝：3回（1987, 1996, 1997）
- 国体　優勝：2回（1983, 1986）

### カップ戦
- マイクロソフトカップ[注 9]　優勝：2回（2004, 2005）

### 7人制大会
- ジャパンセブンズ　優勝：1回（1997）
- YC&AC JAPAN SEVENS　優勝：5回（1989, 1990, 1992, 1993, 1994）

## 成績

### 全国社会人大会戦績
| 回 | 年度 | 地区   | 成績      | 試 | 勝 | 分 | 敗 | 得  | 失  | 差  | 備考                       |
| -- | ---- | ------ | --------- | -- | -- | -- | -- | --- | --- | --- | -------------------------- |
| 29 | 1976 | 東京   | ベスト8   | 2  | 1  | 0  | 1  | 52  | 36  | 16  | 東芝府中のチーム名で出場   |
| 31 | 1978 | 東京   | ベスト8   | 2  | 1  | 0  | 1  | 55  | 28  | 27  |                            |
| 32 | 1979 | 東京   | ベスト8   | 2  | 1  | 0  | 1  | 25  | 41  | -16 |                            |
| 33 | 1980 | 東京   | ベスト8   | 2  | 1  | 0  | 1  | 67  | 16  | 51  |                            |
| 34 | 1981 | 東京   | ベスト8   | 2  | 1  | 0  | 1  | 35  | 22  | 13  |                            |
| 35 | 1982 | 東京   | ベスト4   | 3  | 2  | 0  | 1  | 94  | 22  | 72  |                            |
| 36 | 1983 | 東京   | 準優勝    | 4  | 3  | 0  | 1  | 91  | 55  | 36  |                            |
| 37 | 1984 | 東京   | ベスト4   | 3  | 2  | 1  | 0  | 95  | 44  | 51  | 準決勝は引分（抽選で敗退） |
| 38 | 1985 | 東京   | ベスト8   | 2  | 1  | 0  | 1  | 32  | 32  | 0   |                            |
| 39 | 1986 | 東京   | ベスト4   | 3  | 2  | 0  | 1  | 53  | 14  | 39  |                            |
| 40 | 1987 | 東京   | 優勝      | 4  | 4  | 0  | 0  | 82  | 28  | 54  | 日本選手権に出場           |
| 41 | 1988 | 東日本 | 準優勝    | 4  | 3  | 0  | 1  | 81  | 60  | 21  |                            |
| 42 | 1989 | 東日本 | ベスト8   | 2  | 1  | 0  | 1  | 66  | 50  | 16  |                            |
| 43 | 1990 | 東日本 | ベスト8   | 2  | 1  | 0  | 1  | 57  | 32  | 25  |                            |
| 44 | 1991 | 東日本 | ベスト4   | 3  | 2  | 0  | 1  | 92  | 47  | 45  |                            |
| 45 | 1992 | 東日本 | 準優勝    | 4  | 3  | 0  | 1  | 147 | 70  | 77  |                            |
| 46 | 1993 | 東日本 | ベスト8   | 2  | 1  | 0  | 1  | 44  | 41  | 3   |                            |
| 47 | 1994 | 東日本 | 準優勝    | 4  | 3  | 0  | 1  | 176 | 81  | 95  |                            |
| 48 | 1995 | 東日本 | ベスト4   | 5  | 4  | 0  | 1  | 204 | 95  | 109 |                            |
| 49 | 1996 | 東日本 | 優勝      | 6  | 6  | 0  | 0  | 346 | 89  | 257 | 日本選手権に出場           |
| 50 | 1997 | 東日本 | 優勝      | 6  | 6  | 0  | 0  | 317 | 69  | 248 | 日本選手権に出場           |
| 51 | 1998 | 東日本 | ベスト4   | 5  | 3  | 0  | 2  | 184 | 103 | 81  | 日本選手権に出場           |
| 52 | 1999 | 東日本 | ベスト8   | 4  | 2  | 0  | 2  | 135 | 109 | 26  |                            |
| 53 | 2000 | 東日本 | 1回戦敗退 | 1  | 0  | 0  | 1  | 29  | 31  | -2  |                            |
| 54 | 2001 | 東日本 | ベスト8   | 2  | 1  | 0  | 1  | 70  | 66  | 4   |                            |
| 55 | 2002 | 東日本 | 準優勝    | 6  | 5  | 0  | 1  | 254 | 82  | 172 | 日本選手権に出場           |

### リーグ戦戦績

#### トップリーグ創設以前
| 年度 | 所属リーグ                        | Div. | 順位    | 試合 | 勝利 | 引分 | 敗戦 | 得点 | 失点 | 得失差 | 備考                            |
| ---- | --------------------------------- | ---- | ------- | ---- | ---- | ---- | ---- | ---- | ---- | ------ | ------------------------------- |
| 1960 | 関東社会人リーグ 秋季トーナメント | －   | 2回戦   | 2    | 1    | 0    | 1    | 55   | 26   | 29     |                                 |
| 1960 | 関東社会人リーグ 春季リーグ 1部   | 1部  | 6位     | 9    | 3    | 0    | 6    | 75   | 104  | -29    | 3チーム同率6位                  |
| 1961 | 関東社会人リーグ 秋季トーナメント | －   | ベスト8 | 3    | 2    | 0    | 1    | 119  | 17   | 102    | 2回戦から登場                   |
| 1961 | 関東社会人リーグ 春季リーグ 1部   | 1部  | 8位     | 9    | 1    | 3    | 5    | 35   | 99   | -64    | 1試合は不戦勝                   |
| 1962 | 関東社会人リーグ 秋季トーナメント | －   | ベスト8 | 4    | 3    | 0    | 1    | ≥45  | ≥42  | 不明   | 1回戦のスコア不明               |
| 1962 | 関東社会人リーグ 春季リーグ 2部   | 2部  | 2位     | 7    | 5    | 0    | 2    | ≥76  | ≥47  | 不明   | 1試合のスコア不明 同率2位       |
| 1963 | 関東社会人リーグ 秋季トーナメント | －   | 1回戦   | 1    | 0    | 0    | 1    | 8    | 29   | -21    |                                 |
| 1963 | 関東社会人リーグ 春季リーグ 2部   | 2部  | 3位     | 7    | 3    | 0    | 4    | 116  | 86   | 30     | 同率3位                         |
| 1964 | 関東社会人リーグ 秋季トーナメント | －   | 3回戦   | 2    | 1    | 0    | 1    | 50   | 69   | -19    | 2回戦から登場                   |
| 1964 | 関東社会人リーグ 春季リーグ 2部   | 2部  | 4位     | 7    | 3    | 0    | 4    | 96   | 84   | 12     | 同率4位                         |
| 1965 | 関東社会人リーグ 秋季トーナメント | －   | 3回戦   | 3    | 2    | 0    | 1    | ≥11  | ≥39  | 不明   | 1回戦のスコア不明               |
| 1965 | 関東社会人リーグ 春季リーグ 2部   | 2部  | 4位     | 7    | 3    | 0    | 4    | ≥39  | ≥74  | 不明   | 2試合のスコア不明 同率4位       |
| 1966 | 関東社会人リーグ 秋季トーナメント | －   | 2回戦   | 1    | 0    | 0    | 1    | 5    | 18   | -13    | 2回戦から登場                   |
| 1966 | 関東社会人リーグ 春季リーグ 2部   | 2部  | 3位     | 7    | 4    | 0    | 3    | ≥80  | ≥76  | 不明   | 1試合のスコア不明 同率3位       |
| 1967 | 関東社会人リーグ 秋季トーナメント | －   | 2回戦   | 2    | 1    | 0    | 1    | 53   | 25   | 28     |                                 |
| 1967 | 関東社会人リーグ 春季リーグ 2部-C | 2部  | 1位     | 4    | 4    | 0    | 0    | ≥75  | ≥19  | 不明   | 1試合のスコア不明               |
| 1968 | 関東社会人リーグ 秋季トーナメント | －   | 3回戦   | 2    | 1    | 0    | 1    | ≥34  | ≥3   | 不明   | 2回戦から登場 3回戦のスコア不明 |
| 1968 | 関東社会人リーグ 春季リーグ 2部-A | 2部  | 1位     | 4    | 4    | 0    | 0    | ≥63  | ≥0   | 不明   | 1試合のスコア不明               |
| 1969 | 関東社会人リーグ 1部-B            | 1部  | 4位     | 4    | 1    | 0    | 3    | 11   | 86   | -75    | 1試合は不戦勝                   |
| 1970 | 関東社会人リーグ 1部-A            | 1部  | 3位     | 4    | 2    | 0    | 2    | 56   | 55   | 1      |                                 |
| 1971 | 関東社会人リーグ 1部-B            | 1部  | 4位     | 4    | 1    | 0    | 3    | 25   | 83   | -58    | 同率4位                         |
| 1972 | 関東社会人リーグ 1部-A            | 1部  | 4位     | 4    | 1    | 0    | 3    | 49   | 134  | -85    |                                 |
| 1973 | 関東社会人リーグ 1部-A            | 1部  | 3位     | 4    | 2    | 0    | 2    | 34   | 89   | -55    | 1試合は不戦敗                   |
| 1974 | 関東社会人リーグ 1部-B            | 1部  | 5位     | 5    | 1    | 1    | 3    | 70   | 94   | -24    |                                 |
| 1975 | 関東社会人リーグ 1部-A            | 1部  | 3位     | 5    | 3    | 0    | 2    | 114  | 63   | 51     |                                 |
| 1976 | 関東社会人リーグ 1部-B            | 1部  | 2位     | 5    | 4    | 0    | 1    | 169  | 43   | 126    |                                 |
| 1977 | 関東社会人リーグ 1部-B            | 1部  | 1位     | 5    | 4    | 0    | 1    | 215  | 56   | 159    | 同率1位 優勝決定戦に進出できず  |
| 1978 | 関東社会人リーグ 1部-B            | 1部  | 2位     | 5    | 4    | 0    | 1    | 203  | 76   | 127    |                                 |
| 1979 | 関東社会人リーグ 1部-A            | 1部  | 2位     | 5    | 4    | 0    | 1    | 214  | 39   | 175    |                                 |
| 1980 | 関東社会人リーグ 1部-B            | 1部  | 2位     | 5    | 4    | 0    | 1    | 133  | 51   | 82     |                                 |
| 1981 | 関東社会人リーグ 1部-B            | 1部  | 1位     | 5    | 5    | 0    | 0    | 250  | 48   | 202    | 優勝決定戦で東京三洋に敗戦      |
| 1982 | 関東社会人リーグ 1部-B            | 1部  | 2位     | 5    | 4    | 0    | 1    | 231  | 28   | 203    |                                 |
| 1983 | 関東社会人リーグ 1部-B            | 1部  | 優勝    | 5    | 4    | 0    | 1    | 157  | 89   | 68     | 優勝決定戦で東京三洋に勝利      |
| 1984 | 関東社会人リーグ 1部-B            | 1部  | 1位     | 5    | 5    | 0    | 0    | 161  | 63   | 98     | 優勝決定戦で東京三洋に敗戦      |
| 1985 | 関東社会人リーグ 1部-B            | 1部  | 1位     | 5    | 5    | 0    | 0    | 183  | 49   | 134    | 優勝決定戦でリコーに敗戦        |
| 1986 | 関東社会人リーグ 1部-B            | 1部  | 1位     | 5    | 4    | 0    | 1    | 158  | 40   | 118    | 同率1位 優勝決定戦に進出できず  |
| 1987 | 関東社会人リーグ 1部-B            | 1部  | 2位     | 5    | 4    | 0    | 1    | 175  | 66   | 109    |                                 |
| 1988 | 東日本社会人リーグ                | 1部  | 3位     | 7    | 4    | 0    | 3    | 148  | 138  | 10     | 3チーム同率3位                  |
| 1989 | 東日本社会人リーグ                | 1部  | 5位     | 7    | 4    | 0    | 3    | 160  | 187  | -27    |                                 |
| 1990 | 東日本社会人リーグ                | 1部  | 4位     | 7    | 4    | 0    | 3    | 170  | 134  | 36     |                                 |
| 1991 | 東日本社会人リーグ                | 1部  | 2位     | 7    | 6    | 0    | 1    | 206  | 125  | 81     |                                 |
| 1992 | 東日本社会人リーグ                | 1部  | 3位     | 7    | 5    | 0    | 2    | 200  | 140  | 60     |                                 |
| 1993 | 東日本社会人リーグ                | 1部  | 優勝    | 7    | 7    | 0    | 0    | 316  | 54   | 262    |                                 |
| 1994 | 東日本社会人リーグ                | 1部  | 優勝    | 7    | 6    | 0    | 1    | 268  | 116  | 152    | 三洋電機と同率優勝              |
| 1995 | 東日本社会人リーグ                | 1部  | 2位     | 7    | 6    | 0    | 1    | 263  | 97   | 166    |                                 |
| 1996 | 東日本社会人リーグ                | 1部  | 優勝    | 7    | 6    | 0    | 1    | 303  | 146  | 157    |                                 |
| 1997 | 東日本社会人リーグ                | 1部  | 優勝    | 7    | 6    | 0    | 1    | 494  | 92   | 402    | サントリーと同率優勝            |
| 1998 | 東日本社会人リーグ                | 1部  | 4位     | 7    | 4    | 0    | 3    | 251  | 195  | 56     |                                 |
| 1999 | 東日本社会人リーグ                | 1部  | 優勝    | 7    | 6    | 1    | 0    | 315  | 171  | 144    |                                 |
| 2000 | 東日本社会人リーグ                | 1部  | 5位     | 7    | 3    | 0    | 4    | 271  | 252  | 19     |                                 |
| 2001 | 東日本社会人リーグ                | 1部  | 4位     | 7    | 3    | 0    | 4    | 269  | 190  | 79     | 3チーム同率4位                  |
| 2002 | 東日本社会人リーグ                | 1部  | 2位     | 7    | 6    | 0    | 1    | 275  | 168  | 107    |                                 |

#### トップリーグ
| シーズン  | 所属リーグ   | Div. | 順位 | 試合 | 勝利 | 引分 | 敗戦 | 得点 | 失点 | 得失差 | 勝点 | 結果                                                                          | カップ戦                     | 日本選手権 |
| --------- | ------------ | ---- | ---- | ---- | ---- | ---- | ---- | ---- | ---- | ------ | ---- | ----------------------------------------------------------------------------- | ---------------------------- | ---------- |
| 2003-2004 | トップリーグ | 1部  | 2位  | 11   | 8    | 1    | 2    | 503  | 283  | 220    | 44   | リーグ戦：2位                                                                 | マイクロソフトカップ：準優勝 | 優勝       |
| 2004-2005 | トップリーグ | 1部  | 優勝 | 11   | 10   | 0    | 1    | 463  | 166  | 297    | 50   | リーグ戦：1位                                                                 | マイクロソフトカップ：優勝   | ベスト4    |
| 2005-2006 | トップリーグ | 1部  | 優勝 | 11   | 9    | 0    | 2    | 406  | 193  | 213    | 46   | リーグ戦：1位                                                                 | マイクロソフトカップ：優勝   | 優勝       |
| 2006-2007 | トップリーグ | 1部  | 優勝 | 13   | 12   | 0    | 1    | 502  | 234  | 268    | 60   | リーグ戦：1位 プレーオフトーナメント：優勝                                    |                              | 優勝       |
| 2007-2008 | トップリーグ | 1部  | 3位  | 13   | 9    | 0    | 4    | 398  | 263  | 135    | 47   | リーグ戦：4位 プレーオフトーナメント：ベスト4                                 |                              | ベスト4    |
| 2008-2009 | トップリーグ | 1部  | 優勝 | 13   | 12   | 0    | 1    | 563  | 211  | 352    | 59   | リーグ戦：1位 プレーオフトーナメント：優勝                                    |                              | 出場辞退   |
| 2009-2010 | トップリーグ | 1部  | 優勝 | 13   | 10   | 0    | 3    | 436  | 276  | 160    | 52   | リーグ戦：3位 プレーオフトーナメント：優勝                                    |                              | ベスト4    |
| 2010-2011 | トップリーグ | 1部  | 3位  | 13   | 11   | 0    | 2    | 483  | 210  | 273    | 57   | リーグ戦：1位 プレーオフトーナメント：ベスト4                                 |                              | ベスト4    |
| 2011-2012 | トップリーグ | 1部  | 3位  | 13   | 11   | 0    | 2    | 475  | 173  | 302    | 55   | リーグ戦：2位 プレーオフトーナメント：ベスト4                                 |                              | ベスト4    |
| 2012-2013 | トップリーグ | 1部  | 2位  | 13   | 10   | 0    | 3    | 478  | 266  | 212    | 50   | リーグ戦：2位 プレーオフトーナメント：準優勝                                  |                              | ベスト4    |
| 2013-2014 | トップリーグ | 1部  | 3位  | 7    | 5    | 0    | 2    | 164  | 131  | 33     | 23   | リーグ戦：1stステージ・プールB・3位                                           |                              | 準優勝     |
| 2013-2014 | トップリーグ | 1部  | 3位  | 7    | 4    | 0    | 3    | 181  | 151  | 30     | 23   | リーグ戦：2ndステージ・グループA・4位 プレーオフトーナメント：ベスト4         |                              | 準優勝     |
| 2014-2015 | トップリーグ | 1部  | 3位  | 7    | 5    | 0    | 2    | 218  | 141  | 77     | 26   | リーグ戦：1stステージ・プールA・2位                                           |                              | ベスト4    |
| 2014-2015 | トップリーグ | 1部  | 3位  | 7    | 5    | 0    | 2    | 213  | 147  | 66     | 28   | リーグ戦：2ndステージ・グループA・3位 プレーオフトーナメント：ベスト4         |                              | ベスト4    |
| 2015-2016 | トップリーグ | 1部  | 2位  | 7    | 5    | 1    | 1    | 253  | 100  | 153    | 26   | リーグ戦：プールA・2位 順位決定トーナメント：準優勝                           | プレシーズンリーグ：4位      |            |
| 2016-2017 | トップリーグ | 1部  | 9位  | 15   | 6    | 0    | 9    | 351  | 381  | -30    | 33   | リーグ戦：9位                                                                 |                              |            |
| 2017-2018 | トップリーグ | 1部  | 6位  | 13   | 8    | 0    | 5    | 345  | 292  | 53     | 39   | リーグ戦：レッドカンファレンス・3位 総合順位決定トーナメント：6位             |                              |            |
| 2018-2019 | トップリーグ | 1部  | 11位 | 7    | 2    | 0    | 5    | 150  | 186  | -36    | 12   | リーグ戦：ホワイトカンファレンス・6位 総合順位決定トーナメント：11位          | トップリーグカップ：5位      |            |
| 2020      | トップリーグ | 1部  | －   | －   | －   | －   | －   | －   | －   | －     | －   | 大会中止                                                                      | トップリーグカップ：準優勝   | 大会中止   |
| 2021      | トップリーグ | 1部  | 9位  | 7    | 3    | 0    | 4    | 224  | 229  | -5     | 16   | リーグ戦：レッドカンファレンス・5位 プレーオフトーナメント：2回戦（初戦）敗退 |                              |            |

#### JAPAN RUGBY LEAGUE ONE
| シーズン | DIVISION  | 最終順位 | リーグ順位   | 試合数 | 勝点 | 勝 | 分 | 負 | 得点 | 失点 | 得失差 | プレーオフ  | 備考                        |
| -------- | --------- | -------- | ------------ | ------ | ---- | -- | -- | -- | ---- | ---- | ------ | ----------- | --------------------------- |
| 2022     | DIVISION1 | 4位      | 4位/12チーム | 16     | 53   | 11 | 0  | 5  | 546  | 393  | 153    | 4位/4チーム | [ 25 ] [ 26 ]               |
| 2022-23  | DIVISION1 | 5位      | 5位/12チーム | 16     | 48   | 10 | 0  | 6  | 558  | 394  | 164    | 出場できず  | [ 27 ]                      |
| 2023-24  | DIVISION1 | 優勝     | 2位/12チーム | 16     | 65   | 14 | 1  | 1  | 554  | 373  | 181    | 1位/4チーム | [ 28 ] [ 29 ] [ 30 ] [ 31 ] |
| 2024-25  | DIVISION1 | 優勝     | 1位/12チーム | 18     | 71   | 15 | 1  | 2  | 741  | 480  | 261    | 1位/6チーム | [ 32 ] [ 33 ] [ 34 ]        |

## 2024-25シーズンの順位
| \| \| JAPAN RUGBY LEAGUE ONE 2024-25 順位表（2025年6月1日時点）出典：[35][36] \| 編集 \| | | | | | | | | | | | | | | | | | |
| リーグ戦 順位 | カンファレンス | チーム | 試合数 | 勝ち点 | 勝 | 分 | 負 | 得点 | 失点 | 得失点差 | T | G | PG | DG | 反則数 | プレーオフ (PO) / 入替戦 | 結果 |
| 優勝 | A | 東芝ブレイブルーパス東京 | 18 | 71 | 15 | 1 | 2 | 741 | 480 | 261 | 110 | 91 | 3 | 0 | 182 | 第13節でPO進出決定 | 優勝 |
| 2位 | B | 埼玉パナソニックワイルドナイツ | 18 | 71 | 14 | 2 | 2 | 727 | 437 | 290 | 99 | 71 | 30 | 0 | 161 | 第14節でPO進出決定 | 準決勝敗退 (4位) |
| 3位 | B | クボタスピアーズ船橋・東京ベイ | 18 | 69 | 14 | 2 | 2 | 606 | 361 | 245 | 87 | 54 | 20 | 1 | 179 | 第14節でPO進出決定 | 準優勝 |
| 4位 | A | 静岡ブルーレヴズ | 18 | 63 | 14 | 0 | 4 | 616 | 504 | 112 | 91 | 64 | 11 | 0 | 223 | 第15節でPO進出決定 | 準々決勝敗退（5位） |
| 5位 | A | コベルコ神戸スティーラーズ | 18 | 51 | 10 | 0 | 8 | 642 | 509 | 133 | 93 | 69 | 13 | 0 | 219 | 第16節でPO進出決定 | 準決勝敗退 (3位) |
| 6位 | B | 東京サントリーサンゴリアス | 18 | 40 | 8 | 2 | 8 | 542 | 568 | -26 | 73 | 48 | 26 | 1 | 179 | 第17節最終戦「横浜E対神戸S」でPO進出決定 | 準々決勝敗退（6位） |
| 7位 | B | リコーブラックラムズ東京 | 18 | 33 | 6 | 0 | 12 | 504 | 521 | -17 | 71 | 46 | 19 | 0 | 201 | | ‐ |
| 8位 | A | 横浜キヤノンイーグルス | 18 | 30 | 6 | 0 | 12 | 518 | 566 | -48 | 73 | 54 | 15 | 0 | 187 | | ‐ |
| 9位 | A | 三菱重工相模原ダイナボアーズ | 18 | 26 | 6 | 0 | 12 | 436 | 653 | -217 | 61 | 43 | 15 | 0 | 232 | | ‐ |
| 10位 | B | トヨタヴェルブリッツ | 18 | 24 | 4 | 1 | 13 | 445 | 617 | -172 | 65 | 42 | 12 | 0 | 214 | | ‐ |
| 11位 | B | 三重ホンダヒート | 18 | 18 | 4 | 0 | 14 | 417 | 711 | -294 | 60 | 39 | 13 | 0 | 208 | 第17節で「11位・入替戦出場」が確定 | 残留 |
| 12位 | A | 浦安D-Rocks | 18 | 14 | 3 | 0 | 15 | 465 | 732 | -267 | 66 | 48 | 13 | 0 | 223 | 第17節で「12位・入替戦出場」が確定 | 残留 |
| | | | | | | | | | | | | | | | | | |
| - 勝ち点は、勝ち4点、引き分け2点、負け0点。 - ただし、7点差以内の負けは1点を付与、3トライ差以上での勝ちは追加で1点を付与。 - 同じ勝ち点である場合は下記の順番で順位を決定する。 1. 勝ち点 2. 勝利数 3. ①および②が同数であったチーム間の勝ち点 4. ①、②および③が同数であったチーム間の得失点差 5. 全試合の得失点差 6. 当該チーム間のトライ数 7. 全試合でのトライ数 8. 当該チーム間のトライ後のゴール数 9. 全試合でのトライ後のゴール数 10. 抽選 | - 勝ち点は、勝ち4点、引き分け2点、負け0点。 - ただし、7点差以内の負けは1点を付与、3トライ差以上での勝ちは追加で1点を付与。 - 同じ勝ち点である場合は下記の順番で順位を決定する。 1. 勝ち点 2. 勝利数 3. ①および②が同数であったチーム間の勝ち点 4. ①、②および③が同数であったチーム間の得失点差 5. 全試合の得失点差 6. 当該チーム間のトライ数 7. 全試合でのトライ数 8. 当該チーム間のトライ後のゴール数 9. 全試合でのトライ後のゴール数 10. 抽選 | - 勝ち点は、勝ち4点、引き分け2点、負け0点。 - ただし、7点差以内の負けは1点を付与、3トライ差以上での勝ちは追加で1点を付与。 - 同じ勝ち点である場合は下記の順番で順位を決定する。 1. 勝ち点 2. 勝利数 3. ①および②が同数であったチーム間の勝ち点 4. ①、②および③が同数であったチーム間の得失点差 5. 全試合の得失点差 6. 当該チーム間のトライ数 7. 全試合でのトライ数 8. 当該チーム間のトライ後のゴール数 9. 全試合でのトライ後のゴール数 10. 抽選 | - 勝ち点は、勝ち4点、引き分け2点、負け0点。 - ただし、7点差以内の負けは1点を付与、3トライ差以上での勝ちは追加で1点を付与。 - 同じ勝ち点である場合は下記の順番で順位を決定する。 1. 勝ち点 2. 勝利数 3. ①および②が同数であったチーム間の勝ち点 4. ①、②および③が同数であったチーム間の得失点差 5. 全試合の得失点差 6. 当該チーム間のトライ数 7. 全試合でのトライ数 8. 当該チーム間のトライ後のゴール数 9. 全試合でのトライ後のゴール数 10. 抽選 | - 勝ち点は、勝ち4点、引き分け2点、負け0点。 - ただし、7点差以内の負けは1点を付与、3トライ差以上での勝ちは追加で1点を付与。 - 同じ勝ち点である場合は下記の順番で順位を決定する。 1. 勝ち点 2. 勝利数 3. ①および②が同数であったチーム間の勝ち点 4. ①、②および③が同数であったチーム間の得失点差 5. 全試合の得失点差 6. 当該チーム間のトライ数 7. 全試合でのトライ数 8. 当該チーム間のトライ後のゴール数 9. 全試合でのトライ後のゴール数 10. 抽選 | - 勝ち点は、勝ち4点、引き分け2点、負け0点。 - ただし、7点差以内の負けは1点を付与、3トライ差以上での勝ちは追加で1点を付与。 - 同じ勝ち点である場合は下記の順番で順位を決定する。 1. 勝ち点 2. 勝利数 3. ①および②が同数であったチーム間の勝ち点 4. ①、②および③が同数であったチーム間の得失点差 5. 全試合の得失点差 6. 当該チーム間のトライ数 7. 全試合でのトライ数 8. 当該チーム間のトライ後のゴール数 9. 全試合でのトライ後のゴール数 10. 抽選 | - 勝ち点は、勝ち4点、引き分け2点、負け0点。 - ただし、7点差以内の負けは1点を付与、3トライ差以上での勝ちは追加で1点を付与。 - 同じ勝ち点である場合は下記の順番で順位を決定する。 1. 勝ち点 2. 勝利数 3. ①および②が同数であったチーム間の勝ち点 4. ①、②および③が同数であったチーム間の得失点差 5. 全試合の得失点差 6. 当該チーム間のトライ数 7. 全試合でのトライ数 8. 当該チーム間のトライ後のゴール数 9. 全試合でのトライ後のゴール数 10. 抽選 | - 勝ち点は、勝ち4点、引き分け2点、負け0点。 - ただし、7点差以内の負けは1点を付与、3トライ差以上での勝ちは追加で1点を付与。 - 同じ勝ち点である場合は下記の順番で順位を決定する。 1. 勝ち点 2. 勝利数 3. ①および②が同数であったチーム間の勝ち点 4. ①、②および③が同数であったチーム間の得失点差 5. 全試合の得失点差 6. 当該チーム間のトライ数 7. 全試合でのトライ数 8. 当該チーム間のトライ後のゴール数 9. 全試合でのトライ後のゴール数 10. 抽選 | - 勝ち点は、勝ち4点、引き分け2点、負け0点。 - ただし、7点差以内の負けは1点を付与、3トライ差以上での勝ちは追加で1点を付与。 - 同じ勝ち点である場合は下記の順番で順位を決定する。 1. 勝ち点 2. 勝利数 3. ①および②が同数であったチーム間の勝ち点 4. ①、②および③が同数であったチーム間の得失点差 5. 全試合の得失点差 6. 当該チーム間のトライ数 7. 全試合でのトライ数 8. 当該チーム間のトライ後のゴール数 9. 全試合でのトライ後のゴール数 10. 抽選 | - 勝ち点は、勝ち4点、引き分け2点、負け0点。 - ただし、7点差以内の負けは1点を付与、3トライ差以上での勝ちは追加で1点を付与。 - 同じ勝ち点である場合は下記の順番で順位を決定する。 1. 勝ち点 2. 勝利数 3. ①および②が同数であったチーム間の勝ち点 4. ①、②および③が同数であったチーム間の得失点差 5. 全試合の得失点差 6. 当該チーム間のトライ数 7. 全試合でのトライ数 8. 当該チーム間のトライ後のゴール数 9. 全試合でのトライ後のゴール数 10. 抽選 | - 勝ち点は、勝ち4点、引き分け2点、負け0点。 - ただし、7点差以内の負けは1点を付与、3トライ差以上での勝ちは追加で1点を付与。 - 同じ勝ち点である場合は下記の順番で順位を決定する。 1. 勝ち点 2. 勝利数 3. ①および②が同数であったチーム間の勝ち点 4. ①、②および③が同数であったチーム間の得失点差 5. 全試合の得失点差 6. 当該チーム間のトライ数 7. 全試合でのトライ数 8. 当該チーム間のトライ後のゴール数 9. 全試合でのトライ後のゴール数 10. 抽選 | - 勝ち点は、勝ち4点、引き分け2点、負け0点。 - ただし、7点差以内の負けは1点を付与、3トライ差以上での勝ちは追加で1点を付与。 - 同じ勝ち点である場合は下記の順番で順位を決定する。 1. 勝ち点 2. 勝利数 3. ①および②が同数であったチーム間の勝ち点 4. ①、②および③が同数であったチーム間の得失点差 5. 全試合の得失点差 6. 当該チーム間のトライ数 7. 全試合でのトライ数 8. 当該チーム間のトライ後のゴール数 9. 全試合でのトライ後のゴール数 10. 抽選 | - 勝ち点は、勝ち4点、引き分け2点、負け0点。 - ただし、7点差以内の負けは1点を付与、3トライ差以上での勝ちは追加で1点を付与。 - 同じ勝ち点である場合は下記の順番で順位を決定する。 1. 勝ち点 2. 勝利数 3. ①および②が同数であったチーム間の勝ち点 4. ①、②および③が同数であったチーム間の得失点差 5. 全試合の得失点差 6. 当該チーム間のトライ数 7. 全試合でのトライ数 8. 当該チーム間のトライ後のゴール数 9. 全試合でのトライ後のゴール数 10. 抽選 | - 勝ち点は、勝ち4点、引き分け2点、負け0点。 - ただし、7点差以内の負けは1点を付与、3トライ差以上での勝ちは追加で1点を付与。 - 同じ勝ち点である場合は下記の順番で順位を決定する。 1. 勝ち点 2. 勝利数 3. ①および②が同数であったチーム間の勝ち点 4. ①、②および③が同数であったチーム間の得失点差 5. 全試合の得失点差 6. 当該チーム間のトライ数 7. 全試合でのトライ数 8. 当該チーム間のトライ後のゴール数 9. 全試合でのトライ後のゴール数 10. 抽選 | - 勝ち点は、勝ち4点、引き分け2点、負け0点。 - ただし、7点差以内の負けは1点を付与、3トライ差以上での勝ちは追加で1点を付与。 - 同じ勝ち点である場合は下記の順番で順位を決定する。 1. 勝ち点 2. 勝利数 3. ①および②が同数であったチーム間の勝ち点 4. ①、②および③が同数であったチーム間の得失点差 5. 全試合の得失点差 6. 当該チーム間のトライ数 7. 全試合でのトライ数 8. 当該チーム間のトライ後のゴール数 9. 全試合でのトライ後のゴール数 10. 抽選 | - 勝ち点は、勝ち4点、引き分け2点、負け0点。 - ただし、7点差以内の負けは1点を付与、3トライ差以上での勝ちは追加で1点を付与。 - 同じ勝ち点である場合は下記の順番で順位を決定する。 1. 勝ち点 2. 勝利数 3. ①および②が同数であったチーム間の勝ち点 4. ①、②および③が同数であったチーム間の得失点差 5. 全試合の得失点差 6. 当該チーム間のトライ数 7. 全試合でのトライ数 8. 当該チーム間のトライ後のゴール数 9. 全試合でのトライ後のゴール数 10. 抽選 | - 上位6チームは、プレーオフへ進出。 - 1位と2位には、 プレーオフ1回戦が免除され、 準々決勝から出場するシード権が与えられる。 - 11位はDIVISION2の2位と、 12位はDIVISION2の1位と、 それぞれ入替戦を行う。 | - 上位6チームは、プレーオフへ進出。 - 1位と2位には、 プレーオフ1回戦が免除され、 準々決勝から出場するシード権が与えられる。 - 11位はDIVISION2の2位と、 12位はDIVISION2の1位と、 それぞれ入替戦を行う。 |
| | JAPAN RUGBY LEAGUE ONE 2024-25 順位表（2025年6月1日時点）出典： | 編集 | | | | | | | | | | | | | | | |

## 2025-26シーズンのスコッド
開幕前、2025-26シーズンでの選手登録までは、「チームに所属している選手」の一覧に過ぎないことに留意。
カテゴリA（日本代表の実績または資格あり）は、試合登録枠17名以上、同時出場可能枠11名以上。カテゴリB（日本代表の資格獲得見込み）は、試合登録枠・同時出場可能枠ともに任意。カテゴリC（他国代表歴あり等、カテゴリ A, B以外）は、試合登録枠3名以下。
東芝ブレイブルーパス東京の2025-26シーズンのスコッドは下記のとおり。2025年8月5日現在。
ヘッドコーチ: トッド・ブラックアダー
| 選手                     | ポジション               | 身長  | 体重  | 誕生日（年齢）         | 登録区分  |
| ------------------------ | ------------------------ | ----- | ----- | ---------------------- | --------- |
| 山川力優                 | プロップ                 | 175cm | 113kg | 1997年5月4日（28歳）   | カテゴリA |
| 木村星南                 | プロップ                 | 175cm | 105kg | 1999年6月24日（26歳）  | カテゴリA |
| 小鍜治悠太               | プロップ                 | 177cm | 113kg | 1998年7月8日（27歳）   | カテゴリA |
| 眞壁照男                 | プロップ                 | 172cm | 111kg | 1996年5月4日（29歳）   | カテゴリA |
| 三上正貴                 | プロップ                 | 178cm | 110kg | 1988年6月4日（37歳）   | カテゴリA |
| 原渕修人                 | プロップ                 | 177cm | 108kg | 2002年3月7日（23歳）   | カテゴリA |
| ヴェア・タモエフォラウ   | プロップ                 | 186cm | 123kg | 2001年11月5日（23歳）  | カテゴリA |
| 小林洋平                 | プロップ                 | 177cm | 108kg | 2003年3月27日（22歳）  | カテゴリA |
| 酒木凜平                 | フッカー                 | 178cm | 99kg  | 1999年11月12日（25歳） | カテゴリA |
| 橋本大吾                 | フッカー                 | 175cm | 106kg | 1994年1月28日（31歳）  | カテゴリA |
| 森太志                   | フッカー                 | 175cm | 100kg | 1988年4月25日（37歳）  | カテゴリA |
| 日吉健                   | フッカー                 | 180cm | 100kg | 2002年8月29日（22歳）  | カテゴリA |
| アンドリュー・マカリオ   | フッカー                 | 182cm | 125kg | 1992年1月22日（33歳）  | カテゴリB |
| アサエリ・ラウシー       | ロック                   | 190cm | 113kg | 2000年1月25日（25歳）  | カテゴリA |
| ワーナー・ディアンズ     | ロック                   | 202cm | 124kg | 2002年4月11日（23歳）  | カテゴリA |
| ジェイコブ・ピアス       | ロック                   | 201cm | 106kg | 1997年9月10日（27歳）  | カテゴリB |
| 高城勝一                 | ロック                   | 196cm | 101kg | 1998年6月29日（27歳）  | カテゴリA |
| 伊藤鐘平                 | ロック                   | 190cm | 106kg | 1997年5月1日（28歳）   | カテゴリA |
| 亀井茜風                 | ロック                   | 193cm | 110kg | 2001年6月12日（24歳）  | カテゴリA |
| 尹礼温                   | ロック                   | 184cm | 100kg | 2001年6月30日（24歳）  | カテゴリA |
| カラム・マクドナルド     | ロック                   | 204cm | 120kg | 2000年3月6日（25歳）   | カテゴリB |
| マイケル・ストーバーグ   | ロック                   | 204cm | 120kg | 1992年3月27日（33歳）  | カテゴリB |
| 佐々木剛                 | フランカー               | 180cm | 98kg  | 1997年4月17日（28歳）  | カテゴリA |
| 山本浩輝                 | フランカー               | 187cm | 102kg | 1992年11月17日（31歳） | カテゴリA |
| シャノン・フリゼル       | フランカー               | 195cm | 114kg | 1994年2月11日（31歳）  | カテゴリC |
| アフ・オフィナ           | フランカー               | 188cm | 113kg | 2000年6月18日（25歳）  | カテゴリA |
| 木戸大士郎               | フランカー / ナンバー8   | 186cm | 103kg | 2002年7月26日（23歳）  | カテゴリA |
| リーチマイケル           | ナンバー8                | 188cm | 115kg | 1988年10月7日（36歳）  | カテゴリA |
| 德永祥尭                 | ナンバー8                | 185cm | 105kg | 1992年4月10日（33歳）  | カテゴリA |
| 杉山優平                 | スクラムハーフ           | 169cm | 76kg  | 1997年6月5日（28歳）   | カテゴリA |
| 髙橋昴平                 | スクラムハーフ           | 167cm | 80kg  | 1996年4月12日（29歳）  | カテゴリA |
| 小川高廣                 | スクラムハーフ           | 170cm | 77kg  | 1991年3月18日（34歳）  | カテゴリA |
| 田中元珠                 | スクラムハーフ           | 180cm | 86kg  | 2001年4月18日（24歳）  | カテゴリA |
| 池戸将太郎               | スクラムハーフ           | 180cm | 90kg  | 2001年6月3日（24歳）   | カテゴリA |
| 松永拓朗                 | スタンドオフ             | 172cm | 82kg  | 1998年8月13日（27歳）  | カテゴリA |
| リッチー・モウンガ       | スタンドオフ             | 176cm | 83kg  | 1994年5月25日（31歳）  | カテゴリC |
| 金秀隆                   | ウイング                 | 186cm | 90kg  | 1998年1月16日（27歳）  | カテゴリA |
| ジョネ・ナイカブラ       | ウイング                 | 177cm | 95kg  | 1994年4月12日（31歳）  | カテゴリA |
| 桑山淳生                 | ウイング                 | 183cm | 92kg  | 1997年11月15日（27歳） | カテゴリA |
| 濱田将暉                 | ウイング                 | 175cm | 80kg  | 1996年7月13日（29歳）  | カテゴリA |
| 岩渕誠                   | ウイング                 | 182cm | 90kg  | 1990年4月25日（35歳）  | カテゴリA |
| 石岡玲英                 | ウイング                 | 177cm | 80kg  | 2001年9月22日（23歳）  | カテゴリA |
| 岡村優太                 | ウイング                 | 176cm | 83kg  | 2002年8月26日（22歳）  | カテゴリA |
| ネタニ・ヴァカヤリア     | ウイング                 | 181cm | 94kg  | 1998年2月25日（27歳）  | カテゴリB |
| 池永玄太郎               | センター                 | 182cm | 100kg | 1997年1月27日（28歳）  | カテゴリA |
| セタ・タマニバル         | センター                 | 189cm | 112kg | 1992年1月23日（33歳）  | カテゴリC |
| 眞野泰地                 | センター                 | 173cm | 87kg  | 1997年6月1日（28歳）   | カテゴリA |
| ロブ・トンプソン         | センター                 | 184cm | 103kg | 1991年8月29日（33歳）  | カテゴリA |
| 桑山聖生                 | フルバック               | 184cm | 95kg  | 1996年6月6日（29歳）   | カテゴリA |
| 豊島翔平                 | フルバック               | 175cm | 85kg  | 1989年1月9日（36歳）   | カテゴリA |
| マイケル・コリンズ       | フルバック               | 187cm | 94kg  | 1993年6月3日（32歳）   | カテゴリB |
| ステファーナス・ドゥトイ | ユーティリティーバックス | 185cm | 96kg  | 2001年3月23日（24歳）  | カテゴリA |

## 過去の所属選手
- 向井昭吾
- アンドリュー・マコーミック
- 薫田真広
- 梶原宏之
- 瀬川智広
- 村田亙
- 瀬下和夫
- 小野真司
- 和田賢一
- 松尾大樹
- 安田桂
- 戸嶋秀夫
- 藤井航介
- 伊藤護
- 鈴木洋平
- 佐々木天晃
- 河瀬泰治
- アダム・パーカー
- 島崎正吾
- 日原大介
- 品川英貴
- 櫻井寿貴
- 鈴木学
- スコット・マクラウド
- ニコラス・ホルテン
- ルアタンギ侍バツベイ
- 塚越賢
- 川口勉
- クリスチャン・ロアマヌ
- 雨宮俊介
- 藤谷淳
- 高山国哲
- 渡邉泰憲
- 冨岡鉄平
- 笠井建志
- 依田賢人
- 猪口拓
- ナタニエラ・オト
- 豊田真人
- 中居智昭
- クーパー・ブーナ
- ディビット・ヒル
- スティーブン・ベイツ
- 藤井亮太
- 松田努
- 李光紋
- 吉田大樹
- 石澤輝
- 崩光瑠
- 久保知大
- 仙波智裕
- 立川剛士
- 田村熙
- 中田英里
- 夏井大輔
- 廣瀬俊朗
- フランソワ・ステイン
- マルジーン・イラウア
- 吉田朋生
- 吉田良平
- 米谷卓朗
- 望月雄太
- 村山廉
- ジェームス・ムーア
- リアム・メッサム
- スティーブン・ドナルド
- コーリー・ジェーン
- 石井魁
- 谷浩二朗
- 浅原拓真
- 湯原祐希
- ロス・ハイレットペティ
- ヘンコ・フェンター
- 藤井淳
- 山口修平
- 藤原恵太
- 森田佳寿
- 伊藤真
- ニコラス・クラスカ
- 大野均
- 松田圭祐
- 大島脩平
- 増田慶介
- コンラッド・バンワイク
- トム・パーソンズ
- マイク・ハリス
- リチャード・カフイ
- 小瀧尚弘
- 梁大煐
- サム・トムソン
- 山本紘史
- 渡邊太生
- 宇薄岳央
- マイルズ・エドワーズ
- 知念雄
- 田中圭一
- 深村亮太
- 塩田蔵人
- 平田快笙
- アサエリ・サミソニ
- 東口剛士
- ジョニー・ファアウリ
- 巴山凌輔
- シオネ・ラベマイ
- ティム・ベイトマン
- 児玉樹
- 大内真
- ヒュー・パイル
- マット・トッド
- 辰野新之介
- ジャック・ストラトン
- トム・テイラー
- バーガー・オーデンダール

【2024年5月退団】
- 梶川喬介
- 李聖彰
- 金寛泰
- 松岡久善
- 中尾隼太
- 藤野佑磨
- 宮上廉
- ニコラス・マクカラン
- イオセファツ・マレコ

【2025年6月退団】
- 松延泰樹
- 森勇登
- タウファ・ラトゥ
- 原田衛
- アニセサムエラ
- PJ・スティーンカンプ
- 葛西拓斗
- 林琉輝

## ホストゲームでのファンサービスとファンクラブ
ジャパンラグビーリーグワンでは各チームに試合開催権があり、
ジャパンラグビーリーグワンのホストゲーム（主催試合）では下記のような内容とスタッフ中心にチーム独自のファンサービスを行っている

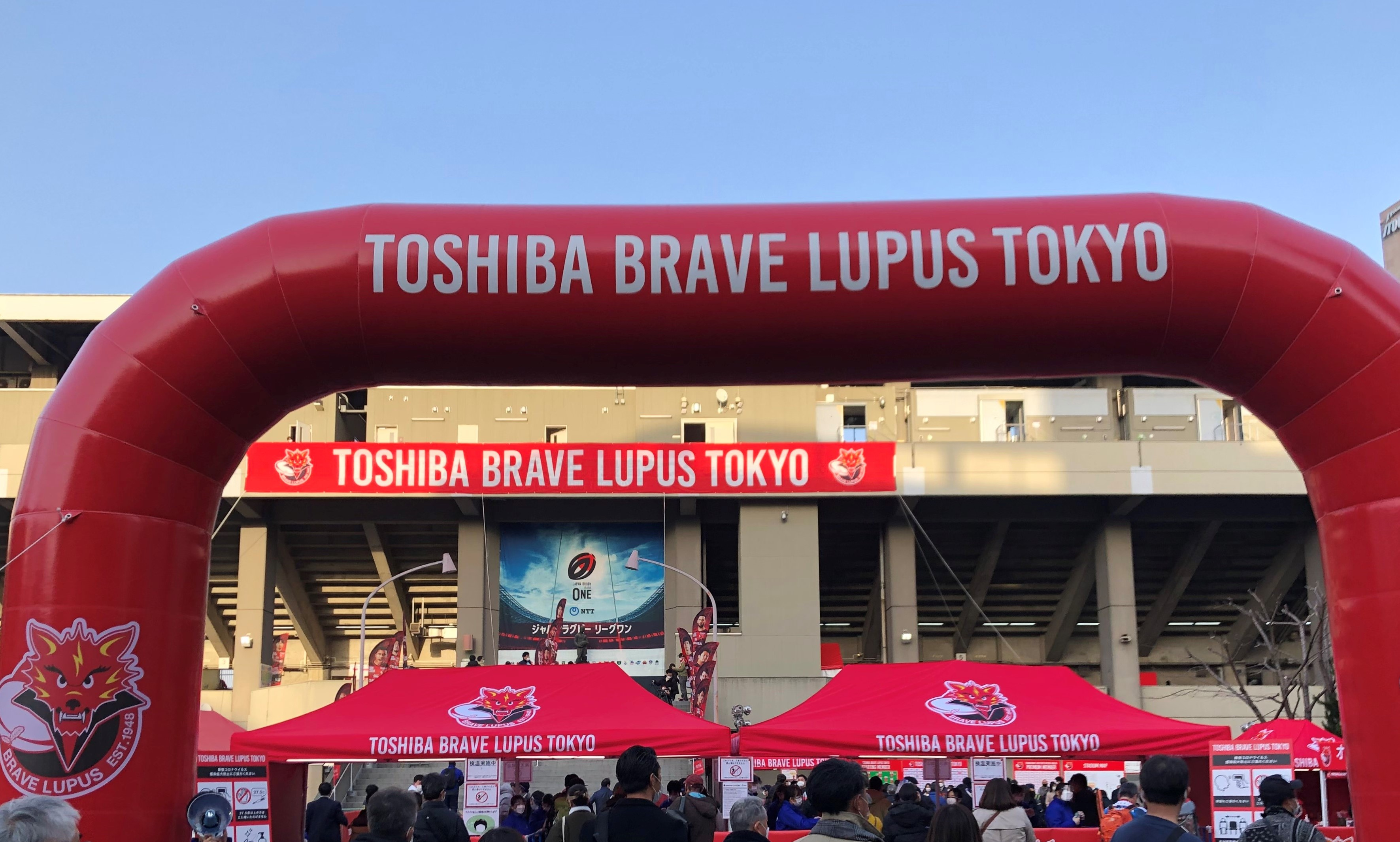
ホストゲーム会場入口の様子: 秩父宮ラグビー場 2022年3月5日

- 試合会場内でのフォトスポット（実寸サイズ選手写真パネル等）やチームロゴ・チーム名の掲示
- 入場時にMDP（マッチデープログラム）やチームグッズ（先着限定数）等の無料配布
- BRAVEファミリーロード（試合終了後にチームメンバー全員がファンを目の前でお見送りする＝ファンクラブ有料会員限定）
- ホストゲーム試合中にルーパスコール、スクラムコール[注 15][47]。などで応援をリード
- 試合会場内での公式グッズ販売
- リアル・グラウンド・サウンドシステム（23-24シーズン以降休止中）[48]。により試合中の選手の声やコンタクト時の衝撃音を会場のファンに届ける

公式マスコット - ルーパス君
- ラグビーが大好きな狼の子供。どんなことにも”トライ”する明るい性格で、会場でファンのみんなと盛り上がるのが大好き。

ファンクラブ
- ジャパンラグビーリーグワン開幕前に新設された[注 16] 年会費制のオフィシャルファンクラブ。会費・特典別に各コース（*スーパープレミアム/プレミアム/ゴールド/スタンダード/U18/*チケット/無料）を有し[注 17]、コース別に応援グッズ、ホストゲームチケットの優先・割引販売、ホストゲームでの優先入場権、ファンクラブブース（ホストゲーム会場に設置）での抽選会などのイベント参加権等、ファン感謝祭の開催（シーズン終了後東芝府中グラウンドにて開催。ファンクラブ有料会員限定）等様々な特典が設定されている

## 地域活性事業としてラッピングバスの導入

中央高速バス富士五湖線として運用されるチームラッピングバス
X61751号車（杉並210 あ ･751）

2022年12月1日、新たに京王観光を含めた5社とオフィシャルパートナー契約を結び、12月22日には京王バスの車両2台にチームのロゴマーク等を貼り付けた、ラッピングバスを24日より運行すると発表した。このラッピングバスはチームの試合がある日は、選手の移動用のチームバスとして利用し、試合がない日は高速バスとして運用される他、ホームタウンとなる府中市・調布市・三鷹市の自治体の行事等での貸切バスとして利用し地域活性化に繋げると発表した。